# Birmingham Hall Green
Circonscription parlementaire de la Chambre des communes
La circonscription de Birmingham Hall Green  est une circonscription électorale britannique située dans la ville de Birmingham et représentée à la Chambre des communes du Parlement britannique.

## Géographie
La circonscription comprend :
- La partie ouest de la ville de Birmingham
- Les wards de Hall Green, Moseley and Kings Heath, Sparkbrook et Springfield

## Députés
Les Members of Parliament (MPs) de la circonscription sont :
| Législature                                                                   | Années       | Député            | Député       | Parti        |
| ----------------------------------------------------------------------------- | ------------ | ----------------- | ------------ | ------------ |
| Birmingham Hall Green issue de Birmingham Acock's Green et Birmingham Moseley |              |                   |              |              |
| 39e                                                                           | 1950–1951    |                   | Aubrey Jones | Conservateur |
| 40e                                                                           | 1951–1955    |                   | Aubrey Jones | Conservateur |
| 41e                                                                           | 1955–1959    |                   | Aubrey Jones | Conservateur |
| 42e                                                                           | 1959–1964    |                   | Aubrey Jones | Conservateur |
| 43e                                                                           | 1964–1965    |                   | Aubrey Jones | Conservateur |
| 43e                                                                           | 1965-1966    | Reginald Eyre     |              | Conservateur |
| 44e                                                                           | 1966–1970    | Reginald Eyre     |              | Conservateur |
| 45e                                                                           | 1970–1974    | Reginald Eyre     |              | Conservateur |
| 46e                                                                           | 1974–1974    | Reginald Eyre     |              | Conservateur |
| 47e                                                                           | 1974–1979    | Reginald Eyre     |              | Conservateur |
| 48e                                                                           | 1979–1983    | Reginald Eyre     |              | Conservateur |
| 49e                                                                           | 1983–1987    | Reginald Eyre     |              | Conservateur |
| 50e                                                                           | 1987–1992    | Andrew Hargreaves |              | Conservateur |
| 51e                                                                           | 1992–1997    | Andrew Hargreaves |              | Conservateur |
| 52e                                                                           | 1997–2001    |                   | Steve McCabe | Travailliste |
| 53e                                                                           | 2001–2005    |                   | Steve McCabe | Travailliste |
| 54e                                                                           | 2005–2010    |                   | Steve McCabe | Travailliste |
| 55e                                                                           | 2010–2015    | Roger Godsiff     |              | Travailliste |
| 56e                                                                           | 2015–2017    | Roger Godsiff     |              | Travailliste |
| 57e                                                                           | 2017–2019    | Roger Godsiff     |              | Travailliste |
| 58e                                                                           | 2019–Présent | Tahir Ali         |              | Travailliste |

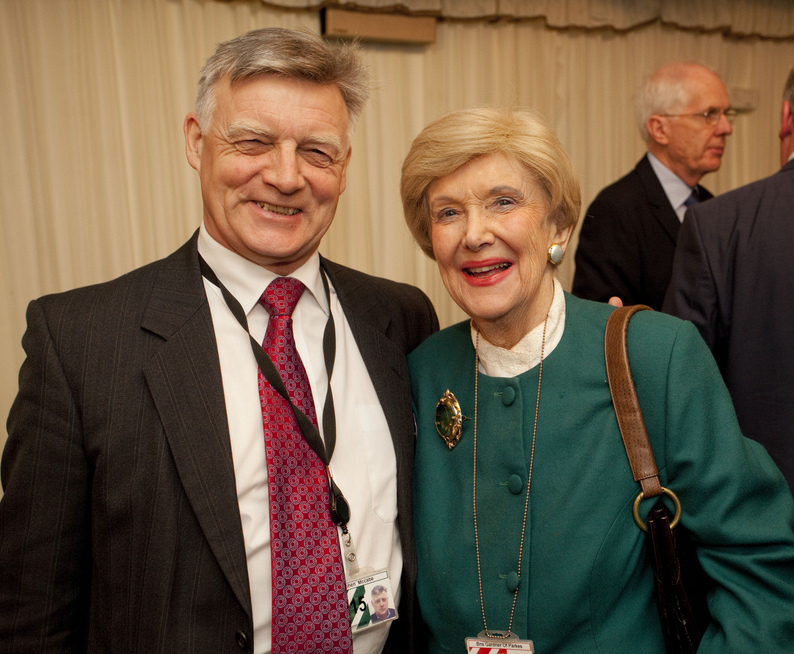
Steve McCabe (1997-2010)
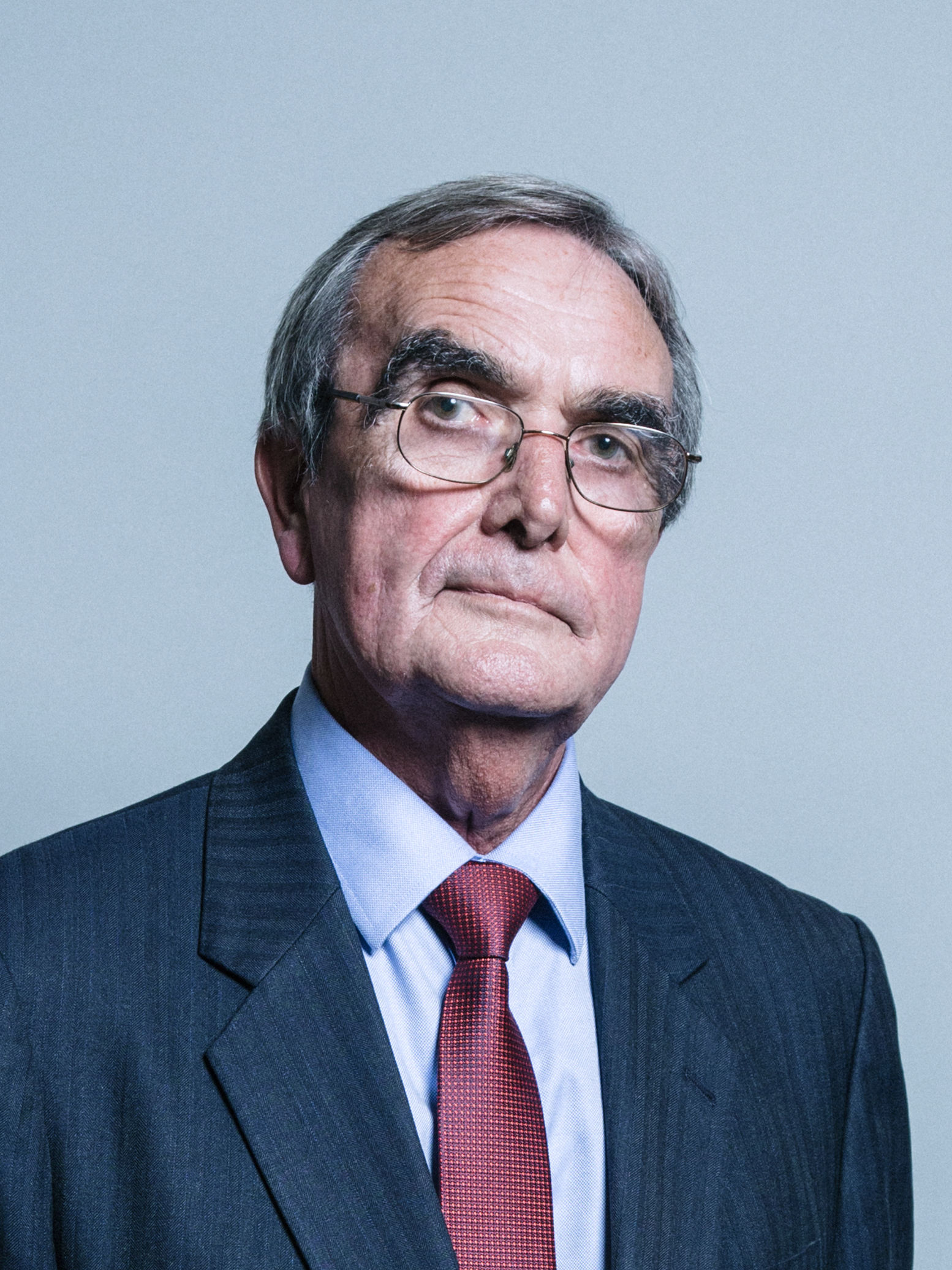
Roger Godsiff (2010-2019)